# Hub-Tones
Hub-Tones – szósty album studyjny amerykańskiego trębacza jazzowego Freddiego Hubbarda, wydany z numerem katalogowym BLP 4115 i BST 84115 w 1963 roku przez Blue Note Records.

## Powstanie
Materiał na płytę został zarejestrowany 10 października 1962 roku przez Rudy'ego Van Geldera w należącym do niego studiu (Van Gelder Studio) w Englewood Cliffs w stanie New Jersey. Produkcją płyty zajął się Alfred Lion.

## Lista utworów
Opracowano na podstawie materiału źródłowego.
Wydanie LP
Strona A
| Nr | Tytuł utworu           | Muzyka                              | Długość |
| -- | ---------------------- | ----------------------------------- | ------- |
| 1. | „You're My Everything” | Mort Dixon, Harry Warren, Joe Young | 6:37    |
| 2. | „Prophet Jennings”     | Freddie Hubbard                     | 5:31    |
| 3. | „Hub-Tones”            | Hubbard                             | 8:24    |
|    |                        |                                     | 20:32   |

Strona B
| Nr | Tytuł utworu        | Muzyka  | Długość |
| -- | ------------------- | ------- | ------- |
| 1. | „Lament for Booker” | Hubbard | 9:41    |
| 2. | „For Spee's Sake”   | Hubbard | 8:38    |
|    |                     |         | 18:19   |

Utwory dodatkowe na reedycji (1999)
| Nr | Tytuł utworu                            | Muzyka               | Długość |
| -- | --------------------------------------- | -------------------- | ------- |
| 1. | „You're My Everything (alternate take)” | Dixon, Warren, Young | 6:31    |
| 2. | „Hub-Tones (alternate take)”            | Hubbard              | 8:01    |
| 3. | „For Spee's Sake (alternate take)”      | Hubbard              | 7:54    |
|    |                                         |                      | 22:26   |

## Twórcy
Opracowano na podstawie materiału źródłowego.
Muzycy:
- Freddie Hubbard – trąbka
- James Spaulding — saksofon altowy, flet
- Herbie Hancock – fortepian
- Reggie Workman — kontrabas
- Clifford Jarvis – perkusja

Produkcja:
- Alfred Lion – produkcja muzyczna
- Rudy Van Gelder – inżynieria dźwięku
- Reid Miles – projekt okładki
- Francis Wolff – fotografia na okładce
- Joe Goldberg – liner notes
- Michael Cuscuna – produkcja muzyczna (reedycja z 1999)
- Bob Blumenthal – liner notes (1999)